# Leptolalax tuberosus
Espèce
Statut de conservation UICN

 VU B1ab(iii)+2ab(iii) : Vulnérable
Leptolalax tuberosus est une espèce d'amphibiens de la famille des Megophryidae.

## Répartition
Cette espèce est endémique du centre-Sud du Viêt Nam. Elle se rencontre entre 900 et 1 200 m d'altitude dans les provinces de Quảng Nam, de Thừa Thiên-Huế et de Gia Lai.

## Description
Leptolalax tuberosus mesure jusqu'à 30 mm.

## Étymologie
Son nom d'espèce, du latin tuberosus, « plein de bosses », lui a été donné en référence à ses nombreuses protubérances.

## Publication originale
- Inger, Orlov & Darevsky, 1999 : Frogs of Vietnam: A report on new collections. Fieldiana, Zoology, new series, vol. 92, p. 1-46 (texte intégral).